# مستضعفین
مستضعفین مفهومی در قرآن و روایات اسلامی است که در دو معنا استعمال شده‌است. کسانی که از نظر معیشت در تنگنا قرار دارند و کسانی که از نظر دینی در فشارند. این مفهوم در نظام جمهوری اسلامی ایران، به فرودستان اقتصادی معنی می‌شد و نظام این مفهوم را بعداً بازتعریف کرد.
این مفهوم، تا پیش از دهه ۱۳۹۰، از باری مثبت برخوردار بود و هیئت حاکمه، ادعای نمایندگی این گروه اجتماعی را داشت. سید روح‌الله خمینی، بنیان‌گذار جمهوری اسلامی ایران، از کارگزارهای نظام تحت امرش می‌خواست مستضعفان، مستمندان و زاغه‌نشینان را ولی نعمت خودشان بدانند. سید علی خامنه‌ای، رهبر جمهوری اسلامی ایران پس از اعتراضات آبان ۱۳۹۸، مستضعفین را به ائمه و پیشوایان بالقوه عام بشریت بازتعریف کرد. مستعضعف یک کلمه عربیست ودرفرهنگ عمیدبمعنی تهیدست وفقیر اطلاق شده است